# Aprenentatge integrat de continguts i llengües estrangeres
L'Aprenentatge integrat de continguts i llengües estrangeres (AICLE, en anglès Content language integrated learning, CLIL) és un corrent de la lingüística aplicada que propugna que, en els contextos escolars, hi ha més èxit en l'aprenentatge de les llengües estrangeres quan es fan servir aquestes llengües per a ensenyar matèries comunes (com la història, la música o les ciències) que no pas per mitjà dels currículums funcionals que tracten aquestes llengües com a assignatures independents. És a dir: si s'ensenya una matèria (com matemàtiques) en una llengua estrangera, és més fàcil per a l'aprenent aprendre aquella llengua estrangera que no pas assistint a classes específiques d'aquella llengua.

## Origen i desenvolupament d'AICLE
El terme AICLE (CLIL) va ser originat pel professor i recercador David Marsh l'any 1994. AICLE s'utilitza per descriure qualsevol situació educativa en la qual s'utilitza una llengua addicional (segona/ estrangera) per a l'ensenyament i aprenentatge de matèries diferents de la mateixa llengua en qüestió. Actualment, però, el terme AICLE inclou més d'una dotzena d'enfocaments educatius (ex: immersió, educació bilingüe, educació multilingüe, intercanvi d'estudiants, etc.). AICLE sintetitza i proporciona una via flexible per aplicar els coneixements apresos a partir d'aquests enfocaments. Aquesta flexibilitat es fa evident especialment en la quantitat de temps esmerçat per a ensenyar o aprendre a través d'una segona llengua o llengua estrangera.
Per a Coyle el concepte d'integració entre la llengua i les àrees curriculars és fonamental a l'hora d'entendre la diferència entre AICLE amb programes com els d'immersió al Canadà o a Catalunya o els d'instrucció basada en contingut en l'ensenyament d'una llengua estrangera. En paraules seves: "Integration promotes subject or content learning to an equal position to that of foreign language learning". Segons aquesta mateixa autora cada vegada s'estan duent a terme més investigacions sobre estudis de casos en contextos AICLE diferenciats.

## Les 4Cs
AICLE es basa en quatre conceptes també coneguts com les 4C. Aquests provenen del terme original CLIL. Per tant, per tal que qualsevol activitat basada en aquesta metodologia estigui ben dissenyada, caldrà que inclogui els conceptes o elements següents:

### Contingut
Cal que es dissenyin una sèrie de continguts i coneixements determinats d'una àrea i que s'hauran de tractar a l'aula. Un dels objectius principals de l'assignatura serà la comprensió d'aquests.

### Comunicació
L'ús de la llengua estrangera serà essencial per tal que existeixi comunicació entre els alumnes i entre el mestre o la mestra.

### Cognició
CLIL dona l'oportunitat de desenvolupar habilitats que tenen relació amb la creativitat i el desenvolupament i ajustament de continguts que s'han après amb l'ús de la llengua vehicular.

### Cultura
Aquesta metodologia dona pas a la comprensió i tolerància d'un mateix cap a altres cultures reforçant, així, la globalització.